# Пране на пари
Пране на пари (англ. Money Laundering) – процес, при който парични средства са привидно приходи от парични постъпления или доходи от други активи, и при който се създава впечатление, че големи суми пари, придобити от тежки престъпления, като наркоразпространение или тероризъм, са законни приходи от законна дейност и имат легитимно законен произход. Прането на пари е престъпление съгласно много законодателства и има различни определения. То е ключов момент във функционирането на сивата икономика.

## В България
В българското законодателство престъплението „пране на пари“ е предвидено в чл.253:
Който извърши финансова операция или сделка с имущество, или прикрива произхода, местонахождението, движението или действителните права върху имущество, за което знае или предполага, че е придобито чрез престъпление или друго общественоопасно деяние, се наказва за изпиране на пари с лишаване от свобода от една до шест години и глоба от три хиляди до пет хиляди лева.
Субект на това престъпление може да бъде всяко наказателноотговорно лице. Предмет на престъплението е чужди движими вещи(най-често пари), които имат престъпен произход, и то пак от престъпление, което ги е придобило в готов вид, а не ги е произвело.
Изпълнителното деяние се осъществява в извършването на всякакви юридически действия с вещ, придобита от престъпление. Целта на тези действия е произходът на имота да се легализира, т.е да се заличи неговият престъпен произход чрез поредица от правни и фактически действия.
В редица правни и регулаторни системи, обаче, терминът „пране на пари“ се обединява с други форми на финансови престъпления, като в някои случаи се ползва в по-широк смисъл и включва злоупотреба с финансовата система (при което измамата с пране на пари включва ценни книжа, обмен на цифрова валута, кредитни карти и смяна на традиционна валута), с цел финансиране на тероризъм, укриване на данъци или избягване на международни санкции.
Престъплението е резултатно.
Формата и видът на вината са прекия умисъл. Деецът трябва да съзнава, че вещта е придобита от престъпна дейност, но наказуемостта не се изключва, дори ако не знае, че вещта е придобита от престъпление. Достатъчно е лицето да предполага, че тя може би е придобита от престъпление.
Наказателноотговорно е и лицето, което придобие, получи, държи, използва, преобразува или спомогне по какъвто и да е начин за преобразуването на имущество, за което знае или предполага към момента на получаването му, че е придобито чрез престъпление или друго общественоопасно деяние.
Квалифицирани състави се съдържат в чл.253 ал.3,4 и 5 НК.
Наказанието е лишаване от свобода от една до осем години и глоба от пет до двадесет хиляди лева, когато деянието по ал. 1 и 2 е извършено:
1. от две или повече лица, сговорили се предварително, или от лице, което действа по поръчение или в изпълнение на решение на организирана престъпна група;
2. два или повече пъти;
3. от длъжностно лице в кръга на службата му;
4. чрез откриване или поддържане на сметка във финансова институция под фиктивно име или под името на лице, което не е дало своето съгласие за това.
(4) Наказанието е лишаване от свобода от три до дванадесет години и глоба от двадесет хиляди до двеста хиляди лева, когато деянието по ал. 1 и 2 е извършено със средства или имущество, за които деецът е знаел или е предполагал, че са придобити чрез тежко умишлено престъпление
(5) Когато средствата или имуществото са в особено големи размери и случаят е особено тежък, наказанието е лишаване от свобода от пет до петнадесет години и глоба от десет до тридесет хиляди лева, като съдът лишава виновния от права по чл. 37, ал. 1, точки 6 и 7
Приготовлението и сдружаването като форма на приготовлението също се считат за наказуеми, както и подбудителството.